# 京都市立桃陽総合支援学校
京都市立桃陽総合支援学校（きょうとしりつ とうようそうごうしえんがっこう）は、京都府京都市伏見区にある公立特別支援学校。長期入院・療養が必要な病弱児を対象とする。
校名の『桃陽』は、大正時代に回遊式の日本庭園がある「桃陽園」という貸別荘がこの地にあったことに由来する。現在も学校の南の『まなびの森』にその泉や石橋の跡がある。

## 学部
- 小学部
- 中学部
- 訪問教育

### 分教室
- 国立病院分教室
- 京大病院分教室
- 府立医大病院分教室
- 第二赤十字病院分教室
- 市立病院分教室

## 所在地
- 京都市伏見区深草大亀谷岩山町48-1（本校）
- 京都市左京区聖護院川原町54（京大病院分教室）
- 京都市上京区河原町通広小路上ル梶井町465（府立医大病院分教室）
- 京都市上京区釜座通丸太町上ル春帯町355-5（第二赤十字病院分教室）